# Eibisberg
Eibisberg ist eine Rotte in der Gemeinde Sankt Kathrein am Offenegg im österreichischen Bundesland Steiermark. Das Alm- und Waldgebiet am gleichnamigen Berg galt in der ersten Hälfte des 20. Jahrhunderts als beliebter Sommerfrische- und Luftkurort.

## Geographie
Der in der ÖK nicht verzeichnete, 1252 m ü. A. hohe Eibisberg ist eine unscheinbare Erhebung zwischen dem Pommesberg im Norden und dem Zetz im Südosten. Die Häuser der gleichnamigen Rotte schmiegen sich an den Südwesthang des Berges über dem südwärts ziehenden Poniglgraben und sind über eine einzige sechs Kilometer lange Straße vom Gemeindehauptort Sankt Kathrein erreichbar. Am Eibisberg laufen Wanderwege aus mehreren Richtungen zusammen, die aus dem Weiztal über Sankt Kathrein oder Gschaid, von Anger, Thannhausen oder von der Brandlucken hinaufführen. Das geologisch von Schöcklkalk und Phylliten des Grazer Paläozoikums geprägte Gebiet um den Eibisberg gehört dem Grazer Bergland an und ist Teil des Naturparks Almenland.

## Geschichte
Der Name Eibisberg geht auf einen Grundbesitzer zurück, der 1387 als „in dem Eybesgraben“ genannt wird. Funde bronzezeitlicher Relikte im Poniglgraben lassen darauf schließen, dass der Eibisberg bereits lange vor der Erschließung der Weizklamm als Übergang zwischen dem Weizer Raum und den nördlichen Gebirgstälern genutzt wurde. Im Jahr 1800 umfasste der Ried Eibisberg 129 Joch Wiesen, 92 Joch Äcker und 70 Joch Wälder sowie zehn bewohnte Häuser.

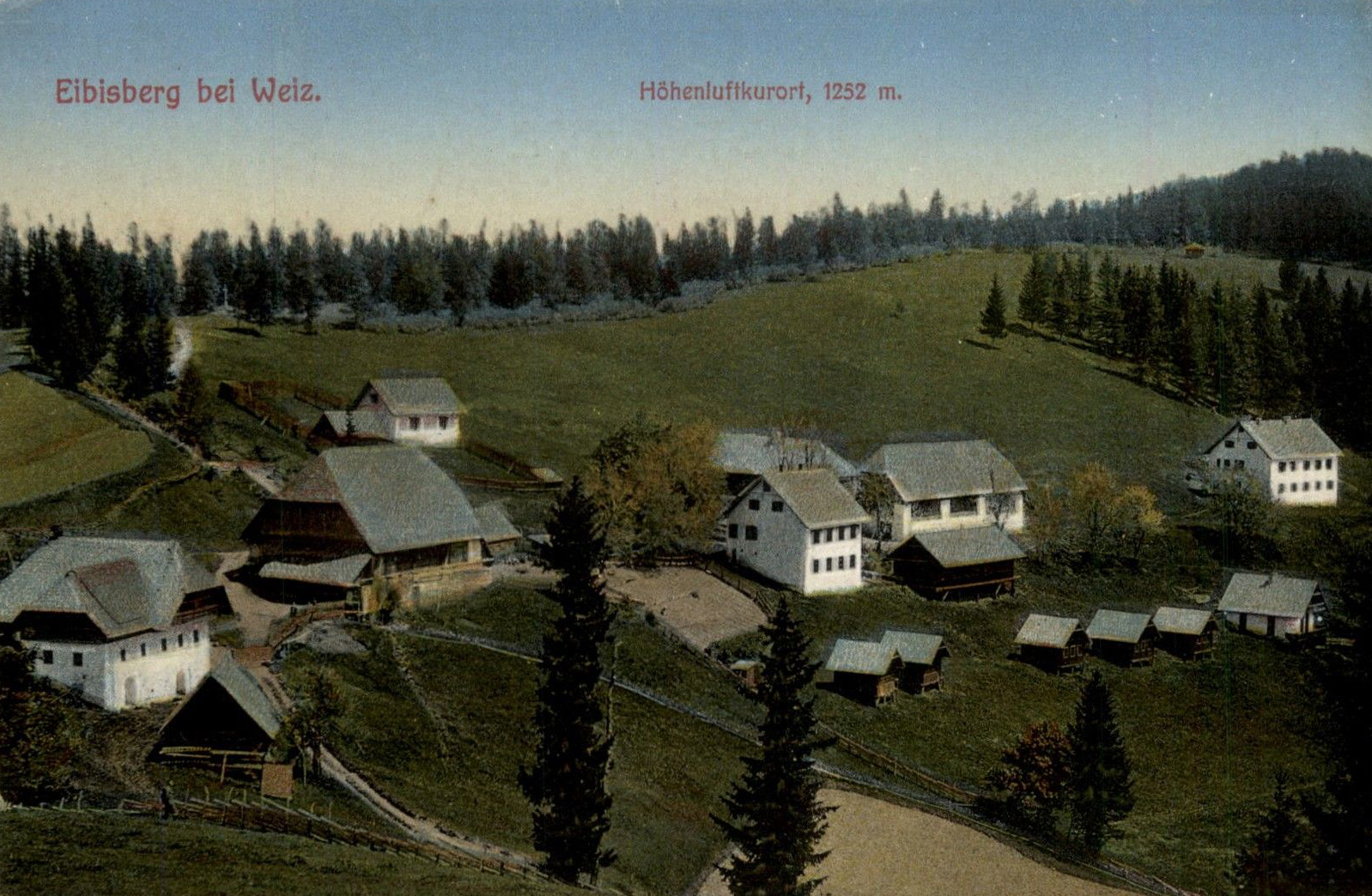
Ansichtskarte aus dem Jahr 1909 mit Alpenpension und Badehütten sowie Höhe des Berges (1252 m)

1897 eröffnete der Notar Josef Rudel die Alpenpension Eibisberg und läutete damit eine Ära des Tourismus ein. Das Angebot umfasste Kalt- und Warm- sowie Fichtennadelbäder, Gäste wurden um die Jahrhundertwende mit dem „vorzüglichen Quellwasser“ des Hirschenbründls und den „ozonreichen Wäldern“ der Umgebung geworben. Richard Schweighofer schilderte 1923 seine Ankunft auf dem Eibisberg nach einer Wanderung:

„(…) so sehen wir schon die hübschen Häuser der Sommerfrische, unter welchen die
Hütten für Luft- und Sonnenbäder ihre Giebel dem Mittagshimmel entgegenstrecken (…) und bald nehmen wir das Labsal der Almleute, die saure Milch, aus den Händen eines freundlichen Dirndls. Wo ist die Müdigkeit nach der Wanderung? Hinweggeblasen vom frischen Almlüftl, hinweggelacht von dem erhebenden Anblick, der sich hier auf Schritt und Tritt bietet. Diese Wiesen im schönsten Blumenschmuck, von der Abendsonne vergoldet, darüber der herrliche Wald!“

Der Preis für eine einfache Nächtigung betrug zwischen drei und sechs Kronen, eine Woche Vollpension kostete zwischen 38 und 46 Kronen. Für den Transport von Weiz mit dem Pferdefuhrwerk mussten zwei Personen zusätzlich 14 Kronen bezahlen. 1917 wurde der Betrieb vom Verein für Privatbeamte erworben, der ihn mit kurzer Unterbrechung bis 1950 führte. Während des Zweiten Weltkrieges dienten die Räumlichkeiten als Heim der Hitlerjugend. 1925 wurde die Siedlung erstmals an die Stromversorgung angeschlossen, seit den 1950er Jahren ist der Ort auch auf einer Kfz-tauglichen Straße erreichbar. Ab dem Winter 1949/50 errichtete der ASKÖ-Schiverein Weiz ein Wintersportgebiet mit Schlepplift, das unter anderem dem mehrfachen Staatsmeister in der Nordischen Kombination, Alois Leodolter, als Trainingsgrund diente. Eine 1970 angelegte Skiabfahrt zum Schmied in der Weiz konnte aufgrund der immer schneeärmeren Winter nie richtig genutzt werden.

## Aufstieg

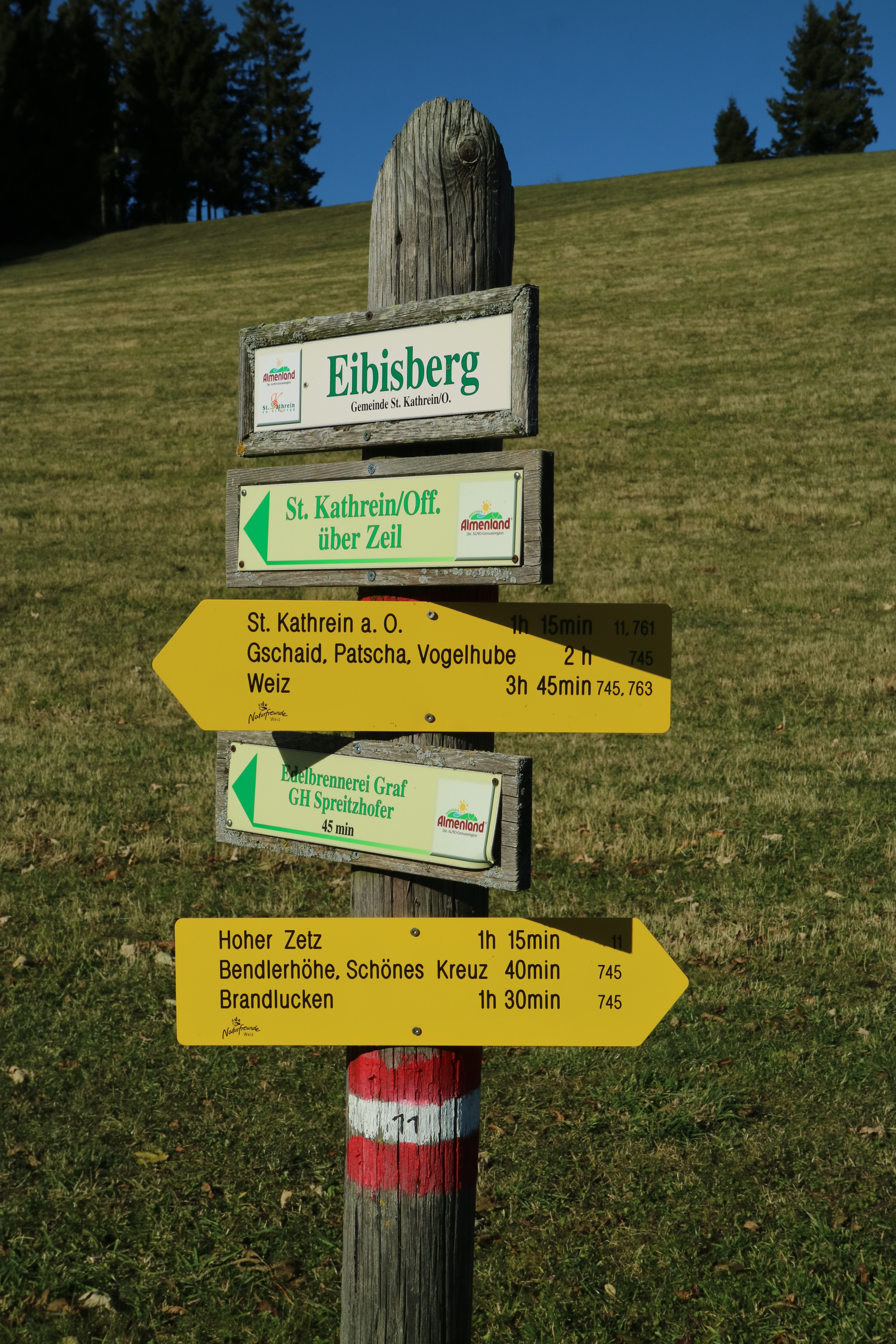
Wegweiser Eibisberg

Wenngleich der Eibisberg in den vergangenen Jahrzehnten an touristischer Bedeutung eingebüßt hat, gilt der Ort bis heute als wichtiger Ausgangs- und Knotenpunkt für Wanderungen. In kurzer Zeit erreichbar sind etwa Zetz und Hoher Zetz über den Hans-Riedler-Zetzweg oder der Patschaberg jenseits vom Gschaid (1047 m). Der bewaldete Gipfel des Eibisberges kann auf einem ausgetretenen Pfad parallel zum Zetzweg überquert werden.
Als Stützpunkt kann die an fünf Tagen der Woche geöffnete Jausenstation „Schutzhütte“ Eibisberg dienen. Der Aufstieg von Sankt Kathrein nimmt rund 1½ Stunden in Anspruch, ein früher häufig genutzter, heute aber unmarkierter Anstieg durch den Poniglgraben dauert ab Thannhausen 3½ bis 4 Stunden. Für den Übergang zur Brandlucken, vorbei am Naturfreundehaus Bendlerhöhe, ist mit 1½ Stunden zu rechnen.